# 양영자
양영자(梁英子, 1964년 8월 13일 음력 7월 6일 ~ )는 대한민국의 전 탁구 선수이자 현 대한체육회 꿈나무 탁구감독이며 한국WEC국제선교사이다.
전라북도 익산(구.이리)에서 태어났다. 1988년 서울 올림픽에서 현정화와 여자 복식 금메달을 획득했고, 세계선수권 대회 금1 은3 동2, 아시안게임 금1 은1 동4, 아시아선수권대회 금2 은1 동1 의 메달을 수상하며 화려한 전적을 남겼다.
1992년 5월에 당시 연합통신 기자이던 이영철 씨와 결혼했으며 1993년에 맏딸 반재를, 1994년에 둘째 딸 윤재를 낳았다.
1997년 WEC 국제선교회에 가입하여 가족과 함께 몽골로 파송되었으며, 2004년까지 울란바타르와 샌샨드에서 몽골인들을 대상으로 탁구를 가르치며 선교활동을 한 뒤, 2004년에 중국의 네이멍구 자치구 수도인 후허하오터 시로 거처를 옮겨 2012년까지 탁구 지도 및 선교활동을 지속했다. 현재는 대한체육회 소속 꿈나무 탁구감독을 맡고 있다.

## 기타
- 한 대회에서 4개의 메달을 수확한 적도 있다.

## 상훈
- 1982년 9월: 백마장(체육훈장)
- 1982년 12월: 대통령표창
- 1983년 11월: 거상장(체육훈장)
- 1988년 10월: 청룡장(체육훈장)